# 南京号导弹驱逐舰 (131)
131南京号导弹驱逐舰是中国人民解放军海军一艘051型导弹驱逐舰。

## 开发设计
131南京号导弹驱逐舰于1973年12月11日在中華造船廠下水。1977年2月6日投入使用。131号导弹驱逐舰排水量有3250吨，长132米，宽12.8米。
131南京号导弹驱逐舰于2012年9月26日退役。 海军将军舰移交给中国海监总队，該艦船成为中国海上执法船舶。該艦船也有可能落戶宁波市鎮海。